# ریوس (تگزاس)
ریوس، تگزاس(به انگلیسی: Rios, Texas) شهری در ایالت تگزاس از ایالات جنوبی ایالات متحده آمریکا است.